# 宮永薫
宮永 薫（みやなが かおる、1997年5月1日 - ）は、日本のグラビアアイドル、役者。アイドルユニット「カメレオンリパブリック」のメンバー。千葉県出身。マグニファイエンタテインメント所属。

## 経歴
2016年5月、舞台「LIFE～空を見よう、星を見よう～」で役者としてデビュー。
ミスヤングチャンピオン2017ファイナリスト、ミスFLASH2018ファイナリストの二つに選出される。
2018年3月、初のグラビアDVD『ミルキー・グラマー』をリリースしグラビアアイドルとしてもデビュー。
2020年1月31日をもって所属事務所アーティストハウスピラミッドを退所。
2020年2月10日、マグニファイエンタテインメントに所属。それに伴い「宮永薫」への改名を発表。
2021年、桜りん、徳江かな、桜田愛音とともにアイドルユニット「カメレオンリパブリック」を結成し、8月12日にデビューライブを行う。メンバーカラーはパープル。

## 人物
- 趣味は長風呂、牛グッズ集め[2]。特技は牛の乳絞り、空手（黒帯）[6]。
- 小学生の頃から周りと比べ胸のサイズ大きく体育の授業が苦手であった。胸の大きさは母親譲りである[7]。

## 出演

### テレビ
- 笑福亭鶴光のオールナイトニッポン.TV@J:COM（2020年） (J:COM)
- ナンバMG5 第1話（2022年4月13日、フジテレビ） - カズミ 役

- ダウンタウンのガキの使いやあらへんで! とろサーモン久保田七変化（2022年7月17日、日本テレビ）[8]
- OTHELLO 第3話（2022年8月22日、朝日放送テレビ）

### 映画
- ギャングース（2018年）- 水着の女性役

### 配信ドラマ
- 愛なき森で叫べ（2019年、Netflix）

### 配信バラエティ
- 給与明細（2022年10月17日[9]、ABEMA）

### 舞台
- 橋の下のショコラティエ（2024年9月19日 - 23日、シアターグリーン BIG TREE THEATER）[10]
- Poppin' Shower Produce vol.2『星空ハーモニー2024』♭チーム（2024年12月25日 - 29日、シアターグリーンBIG TREE THEATER）- 菊地早理 役[11]）

## 作品

### DVD
いずれも中嶋魁（なかじま・かい）名義で発売。
- ミルキー・グラマー（2018年3月23日、竹書房）
- ぜんかい！（2018年11月30日、スパイスビジュアル）
- 夏の思い出（2019年11月25日、エアーコントロール）

### 写真集
- すべてをあなたに。(2023年1月27日、プレステージ出版)